# Силантьев, Владимир Иванович
Влади́мир Ива́нович Сила́нтьев (25 июня 1922, Мытищи, Московская губерния, РСФСР — 2 мая 2014, Москва, Россия) — советский и российский журналист-международник, писатель, ветеран Великой Отечественной войны. 

## Биография
Родился в Мытищах, детство провёл в Москве.
В 1940 году окончил московскую среднюю школу № 540. Поступил в ленинградское авиа-техническое училище.
С июня 1941 года до окончания Великой Отечественной войны служил авиамехаником в гвардейском Дальнеразведовательном авиаполке (ДРАП). Награжден орденами Красной Звезды, Отечественной войны и медалями. Автор военных мемуаров о службе летчиков дальней разведки.
В 1947 году поступил в московский Институт иностранных языков на переводческий факультет. Изучал английский и испанский языки, активно публиковался в студенческой печати. По окончании института в 1952 г. распределен на работу в газету «Комсомольская правда».
В 1956 году редакция направляет его корреспондентом в Египет, где тогда шла война из-за Суэцкого канала. Репортажи с места событий легли в основу первой книжки «Солнце возвращается Египту».
С 1957 по 1960 годы — собственный корреспондент «Комсомольской правды» в Лондоне. Первый корреспондент газеты в капиталистической стране. Итог этой длительной командировки — книга очерков «Фог рассеивается».
В 1960 году по приглашению главного редактора «Известий» Алексея Аджубея перешел в иностранный отдел этой газеты. Журналистскую работу сочетал с публицистикой. Написаны книги «Осторожно: неоантиквары» о политике неоколониализма в бывшей Британской империи и «Ядовитые пилюли на экспорт» о деятельности западных радиоголосов.
В 1965—1968 гг. — собственный корреспондент газеты «Известия» на Кубе. Неоднократно выезжал в Мексику и к олимпийским играм в Мехико в 1968 году опубликовал книгу «Мексиканский Олимп». По возвращении из командировки назначен заместителем главного редактора, членом редколлегии, редактором международного отдела еженедельника «Неделя», приложения к газете «Известия».
В 1976 году утвержден собственным корреспондентом «Известий» в Оттаве, но канадские власти отказали газете в открытии корпункта. По результатам коротких командировок в Канаду в соавторстве написана книга «Звездный час Монреаля», посвященная олимпийским соревнованиям.
В 1977—1983 гг. и в 1985—1988 гг. — собственный корреспондент «Известий» в Мексике и странах Латинской Америки. Многочисленные командировки в различные страны континента стали основой книги очерков «Пробужденная сельва».
В последние годы посвятил себя работе над военными мемуарами. Книга «Воздушные разведчики», изданная в 1983 году, была дополнена военными воспоминаниями «Не щадя себя и своих врагов» (2010) и «Ровесник СССР» (2012).
Умер 2 мая 2014 года. Похоронен на Введенском кладбище, уч. 20..

## Семья
- Отец — Иван Матвеевич Силантьев, родом из крестьян Владимирской губернии. Работал в Москве одним из руководителей строительной отрасли.
- Мать — Мария Степановна Силантьева (Кузнецова), из крестьян, работала медсестрой.
- Брат — Анатолий, полковник, военный инженер (1919—1989).
- Жена — Елена Андреевна Страментова (1931—2018)¸ дочь известного инженера-строителя, редактор-переводчик испанского языка.
- Сын — Андрей, 1958 г.р., работал деканом и проректором МГИМО МИД России.